# 橋本れいか
橋本 れいか（はしもと れいか、1989年10月23日生）は、日本の元AV女優。NAXプロモーション所属。

## 略歴
2017年8月、マドンナの専属女優としてAVデビュー。
2018年7月をもってマドンナ専属を離れ、企画単体女優となる。
2019年12月4日、スカパー!アダルト放送大賞2020にて女優賞にレインボーチャンネル推薦でノミネート。
2020年6月よりh.m.pの専属女優となる。

## 人物
東京都出身。
高校1年の時にバイト先の先輩とクルマの中で初体験。
20代の頃には読者モデルをしていた。
詳細なプロフィールを公開していないが、インタビュー取材では人妻としての作品が多いが実際は未婚で、デビュー時は2歳の逆サバ読み(1989年生まれ)をしていることを述べている。
AV業界に入るまでは、お尻がコンプレックスだったが、今では観てほしいポイントとインタビューで語っている。。

## 出演作品

### アダルトDVD
- 初撮り 本物人妻AV出演ドキュメント 超美顔!!『理由あり』現役保育士 橋本れいか 29歳 AVデビュー!!（8月25日、マドンナ）
- マドンナ専属人妻が、初めて経験する本物の絶頂3本番。（9月25日、マドンナ）
- これが私の昼の顔 専属第3弾 初ドラマ作品!! 《背徳》美顔妻の昼の顔!!（10月19日、マドンナ）
- 夫は知らない 〜私の淫らな欲望と秘密〜（11月19日、マドンナ）
- 人生で一番膣奥を貫かれたあの日から…。（12月13日、マドンナ）

- ヤラしい義父の嫁いぢり お義父さん、もう許して下さい…（2月1日、マドンナ）
- 淫らな言葉を言わされ続けて、私の理性は崩壊した…。（2月19日、マドンナ）
- 夫の遺影の前で犯されて、気が狂うほど絶頂した私。（3月25日、マドンナ）
- 出社も帰宅も同じ方向の近所の人妻とある日突然、急接近。（4月13日、マドンナ）
- 夫の上司に犯され続けて7日目、私は理性を失った…。（5月7日、マドンナ）
- 橋本れいかレズ解禁!! 美熟女プロゴルファーレズビアン（6月7日、マドンナ）
- 僕が隣の痴女奥さんに様々な方法で射精管理され続けた一週間（7月7日、マドンナ）
- 120%リアルガチ軟派伝説 vol.63 in水戸（8月17日、プレステージ）
- 魅惑のBODYラインがくっきり! 胸・尻・股間にまとわりつくマキシワンピ姿の美女に興奮してしまい…（8月17日、DOC）
- 「『私まだイってないの!』覗き見したボクを尻で挑発する隣の見舞いにきた若妻は夫の早漏フニャチ○ポでは満足できないイキたがり性欲女」 VOL.1（8月23日、DANDY）
- プラチナ級 素人清楚妻による一生思い出に残り続ける優しい童貞筆おろし 新レーベル記念特別編! 撮り下ろし極上清楚妻6名+シリーズ歴代美人妻6名（8月24日、赤面女子）
- 某高級エステサロンの新人研修で卑猥な体勢での施術を強要され美尻を揉みしだかれ嫌がりつつもアナル汁が溢れ出るほど発情してしまい…（8月31日、DOC）
- 優しすぎる素人奥さんが笑顔で童貞筆おろしを生中出しでしてくれる 愛嬌のあるベビーシッター れいかさん(32歳)（9月6日、コスモス映像）※「れいか」名義
- 一般男女モニタリングAV 34歳以上の素人奥様限定! 年の差があっても男女はキスだけで恋に落ちて初対面の相手とSEXしてしまうのか? 惹かれあった2人のキスまみれの完全プライベートSEXを大公開!! 人妻×男子大学生編（9月7日、ディープス）
- 中出し10連発（9月14日、million）
- ほぼほぼ既婚者と噂の婚活パーティーと私の目的（9月14日、バルタン）
- 夫の目の前で中出し種付された私… 「もう許して…中にだけは出さないで…」（9月14日、KANBi）
- アナル丸見え キスで火が付いた素人妻の童貞チ○ポ筆下し! スパイダー騎乗位で初搾りで合計12発!（9月15日、ロータス）
- 素人三十路妻に中出し12発ドキュメント（9月20日、センタービレッジ）
- 「停電中の3分間に近親接吻!暗闇で無理やり唇を奪われた興奮が忘れられず接吻セックスを求める息子の嫁」 VOL.1（9月20日、DANDY）
- デカチン密着撮影会 旦那よりも硬く大きいデカチンを擦りつけられ、愛液が垂れるほど赤面発情した奥様たち 4名完全収録!（9月21日、クリスタル映像）
- 禁欲10日目の媚薬 16（9月25日、セレブの友）
- 息子の嫁と義父（9月27日、タカラ映像）
- 義弟が覗いている… 旦那とのセックスで結合部分を見せつけて興奮する私。（10月1日、プラネットプラス）
- 相席居酒屋でナンパした仲良し2人組をお持ち帰り。 コソコソHしていると隣の部屋にいるガードの堅い女友達はヤラせてくれるか 【其の26】（10月1日、変態紳士倶楽部）
- 隠撮主観 ささやき淫語と素股で優しく射精に導いてくれる美女たちに精子が枯れるまで絞り取られる。（10月1日、変態紳士倶楽部）
- お姉ちゃんのおかげで毎日エッチなことをしています。 ひきこもり弟の命令に絶対服従する姉。 小中高といじめられてひきこもりになったボク。でもプライドは高く切れやすいので家でイラつくとすぐ物にあたりまくり。そんなボクにビビっているお姉ちゃんはボクの命令をなんでも聞いてくれます。もちろんセックスもさせてくれたけど、そろそろお姉ちゃん以外の人ともしてみたい!だからお姉ちゃんの友達を連れてこさせて、飲み物に睡眠薬を仕込んで寝ている間にハメまくり!（10月7日、Hunter）
- 社宅妻の昼顔レズビアン（10月7日、ビビアン）
- AVに出演した素人をナンパして中出しプライベートSEX。 堂々とハメ撮りして勝手に発売!!（10月12日、S級素人）
- 軟派即ハメ中出し シロウト人妻スペシャル（10月12日、S級素人）
- 手コキの女王 〜手の中に出されたい私が居て、手の中に出したい貴方が居る〜（10月19日、SEX Agent）
- 服破き痴漢（10月25日、ナチュラルハイ）
- 義姉の家庭内売春SEX（10月25日、セレブの友）
- 早漏クン家で早漏狩り♥（11月2日、ワープエンタテインメント）
- クローゼットに拘束されイキ崩れる真面目女教師… ヤリチン生徒の家庭訪問中に執拗なセクハラを受け拒み続けるも、固定バイブ&追い打ち媚薬で絶頂アクメ淫乱化してしまい…（11月2日、DOC）
- そのプリンっと突き出したお尻にノックアウト!! 超美尻いや神尻の義姉にバックで何度も中出ししちゃったボク!! 突然出来た義理の姉は可愛くて超美尻!!しかも無防備だからパンチラしまくり!!当然、ボクは勃起しまくり!!しかもしかもわざとなのか偶然なのか超美尻をボクの目の前に突き出しているから我慢の限界!!気づいた時には義姉のパンツを下ろし何度も後ろから突き刺してしまいました!!初めは嫌がっていた義姉だけど何度も中出ししてたら気持ちよくなったのか自分から求めるほどド淫乱女子に!!逆に何度も求められました!!（11月7日、Hunter）
- 絶対に逃げられない! 壁際膝立ちバックハードピストン痴漢 2（11月7日、アパッチ）
- ミスした取引先のOLを強制ムキだしマ○コ謝罪（11月8日、ナチュラルハイ）
- 【G1】 悪の女幹部ウィザベル（11月9日、GIGA）
- ※欲求不満妻、お貸しします。vol.03（11月9日、プレステージ）※「あいこ」名義
- 寝取らせブログ 『妻を他人に抱かせたい』（11月25日、h.m.p DORAMA）
- 剛毛×お漏らし×同性愛（11月25日、セレブの友）
- はだかの主婦 市原市在住 橋本れいか(31)（12月1日、プラネットプラス）
- 羞恥 ある日 突然男女社員混合 強制OL健康診断 2018スペシャル（12月6日、サディスティックヴィレッジ）
- 学生時代に僕をイジメていたヤンキー幼なじみ娘と僕が見習いをやっているエステ店で偶然エンカ(エンカウント)しました ちな、元ヤンなくせに今は東京のパリピOLになっていましたが僕はこのワンチャンを逃さず店長の神技エステで油断したところに リベンジ“媚薬”マシンバイブ 即ズボ!秒でアクメで潮!潮!潮! そして最後はナマ中出しでとりま1回目の復讐完了です、マジ卍 Vol.1（12月6日、サディスティックヴィレッジ）
- 昼下がり町内会!若妻たちのちょっと危険でかなりHな王様ゲーム!! 16　母の代理で参加した町内会の集まりでまさかの展開!若い時に王様ゲームをした事が無いという話で盛り上がった奥様方が急に「王様ゲームやりたい!」と言い出したんです。男はボクひとりしかいないもんだから、当然いい思いが沢山出来ちゃいました!!（12月7日、Hunter）
- あへ声ガマンNTR 夫の死角でデカチンをぶちこまれ真っ赤な顔で声を堪えるネトラレ妻（12月7日、JET映像）
- あなたの視線で女芯が疼く… 夫に見られながらの凌辱に萌えあがる若妻（12月13日、オーロラプロジェクト・アネックス）
- SOD女子社員 “歳の差恋愛”応援企画 もし後輩男子社員に告白されたら先輩女子社員はどうする? 美人で有名な未婚の3名 石原さん・福本さん・佐藤さんの場合（12月20日、SODクリエイト）※「福本玲子」名義
- 痴漢OK熟女 2 中出しSP（12月20日、ナチュラルハイ）
- ラグジュTV×PRESTIGE PREMIUM 19（12月21日、プレステージ）※「秋元麗華」名義
- パンストフェチプレイでS級美形ギャルの自慢の美脚にぶっかける!（12月22日、シャーク）
- 淫乱年の差三姉妹の彼氏交換SEX（12月25日、セレブの友）
- 女なら誰でもアソコ疼く時がある! わたしこう見えてただの変態なんです… 欲求に駆られた人妻達の淫らな昼下がり…（12月28日、キネマ座）

- 射精依存改善治療センター 2 自宅出張編 射精したくて我慢できない絶倫ち○ぽをサポートします（1月10日、SODクリエイト）
- 夫の知らない淫らな愛妻 テニスサークルのコーチを連れ込んでヤリまくっているようなんです…。（1月13日、アクアモール）
- お色気P●A会長と悪ガキ生徒会（1月17日、グローリークエスト）
- SEXの逸材。 VOL.33 （秘）性癖を曝け出す美少女を激撮 見た目からは想像できないスケベな欲望がカメラの前で弾け飛ぶ!（1月18日、プレステージ）※「れいか」名義
- だんだん速くなるフェラチオ 〜欲しい気持ちが抑えられずにエスカレートする強力吸引〜（1月18日、SEX Agent）
- 見つめ合うねっとりフェラチオ 〜じっくりゆっくり丁寧に搾り獲る、可処分精液は全て頂きます〜（1月18日、SEX Agent）
- マジックミラー号 心優しい人妻が男チンの悩みを素股でご奉仕解決!…と思ったら素股でまさかの早漏発射!満足出来なかったむっつり妻はザーメンまみれの白濁ふにゃチ○コをもう一回励まし生挿入中出し!（1月24日、SODクリエイト）
- 看護師の独身寮に忍び込み欲求不満のナースを思う存分レ○プ!チ○ポの先端で降りてきた子宮口を探し出し排卵マ○コに妊娠精液を本気膣内射精!（1月24日、サディスティックヴィレッジ）
- 夫婦交換スワップ温泉旅行 5 混浴で裸を見せつけられ発情っ!!欲求不満を爆発させ逆寝取りっ?!友達の旦那だろうがおかまいなしに股がる奥様たちっ!!（1月31日（レンタル）/2月8日（セル）、LEO）
- 中出し町内会 都会育ちの妻が田舎の野外で輪姦され寝取られました（2月1日、ミセスの素顔）※AV OPEN 2018 人妻・熟女部門エントリー作品
- えっマジ!嫁の友達がいきなり痴女ってきた!（2月7日、アキノリ）
- 彼女が制服に着替えたら。 04（2月15日、プレステージ）
- 完全主観 かわいい彼女とラブラブキス体験 2人っきりでねっとりキス手コキ（2月21日、アキノリ）
- 舞ワイフ 〜セレブ倶楽部〜 119（2月21日、AROUND）※「尾崎彩香」名義
- 温泉旅館に派遣型エステを呼んで裏オプ交渉! 人妻マッサージ師が媚薬オイルでアヘ堕ちし自ら種付けチ●ポを求めてきたので…（2月22日、ケッツ!!）
- 侵入者 〜見知らぬ中年男にNTRられ“ドM”が覚醒した美人妻〜（2月22日、人妻花園劇場）
- 連姦痴漢 犯されるたびに激痛が快感に変わり泣きイキする女（3月7日、ナチュラルハイ）
- 未解決捜査ファイル Episode001 特命捜査官・鏡 京子（3月7日、アタッカーズ）
- 「擦りつけるだけでいいから…お兄ちゃん♥」彼氏にフラれた巨乳妹を慰めるため温泉旅行に来たら、泥酔した勢いで近親素股を迫ってきた!ヌプヌプしてるうちにズボッと禁断の生ハメ挿入!我慢できなくなった妹マ●コにザーメン搾り取られた!（3月8日、ゲッツ!!）
- 終電逃して泊めてもらうことになった メイクを落とした女上司のすっぴんが可愛くて不覚にも超勃起!そのままハメ倒して綺麗な顔にぶっかけちゃった!（3月8日、Z-MEN）
- 人妻は働きながら濡れてしまう スケベなお仕事 おち○ぽ洗い屋（3月8日、Z-MEN）

【マゾの芽生え】「夫以外の男* 終電逃して泊めてもらうことになったメイクを落とした女上司のすっぴんが可愛くて不覚にも超勃起! そのままハメ倒して綺麗な顔にぶっかけちゃった!（3月8日、Z-MEN）
- 性に服従して、思いのままにされている時の背徳感とマゾ快楽が一番興奮する」 人妻れいか26歳（3月19日、山と空）※「れいか」名義
- 高嶺の花 キャビンアテンダント限定 マジックミラー号 「黒パンストの試着にご協力してください!!」と声を掛けた美脚CAがぬるぬるローションで耐久テストと称して足コキ!さらに破けたパンストからチ○ポをぬっプリ挿入!!!（3月21日、SODクリエイト）
- 禁断介護（4月4日、グローリークエスト）
- 人妻は働きながら濡れてしまう スケベなお仕事 おち○ぽ洗い屋（3月8日、Z-MEN）
- あの女上司が職場でまさかのパンストのままおもらし! 優しくフォローするふりして急接近! お掃除クンニで羞恥イキからのデカチン突きまくりでとまらない大失禁!（4月12日、Z-MEN）
- 人妻熟女デリヘル嬢 本○映像流失4連発!! III 4時間（4月26日、キネマ座）
- 尻貴族（4月27日、HMJM）
- びっくり美人!!旦那の顔射にぶち切れた美人妻の顔に精子ぶちまけ!!!（5月1日、AV）※「凪本れい」名義
- 最高に気持ちいい! アナル舐め手コキ（5月2日、グローリークエスト）
- 姉はエッチなご奉仕専属メイド♥ Vol.001（5月3日、ONEZ）
- マジックミラー号バラエティ 新人OLさん対抗 勝てば100万円、負ければ‥ 中出しマシンバイブ野球拳（5月9日、サディスティックヴィレッジ）
- 春のフレッシュマン社会人限定! 「童貞さんとエッチしてもらっても良いですか?」 まだ仕事に慣れていないウブな新入女子社員に勃起見せつけ! ぐちょ濡れオマ●コに素股プレイ中ヌルっと生挿入! 胸キュン筆下ろし! 新生活頑張っていきましょうSPECIAL（5月17日、S級素人）
- 実録! 「絶対に妊娠させる男VSオチ○ポ大好きドスケベ美女」 全ては孕ませる為に!!!! 凄テクを駆使して徹底的にイカせ、ヒクヒク痙攣してきたらオマ○コ準備OKのサイン!!! オナ禁一週間の超濃厚ザーメンどっぷり大量中出し!!!!（5月17日、SCOOP）
- キレイな看護師さんの無防備なデカ尻透けパンがリハビリ中の僕にはエロ過ぎて…（5月17日、Z-MEN）
- 「彼女と結婚間近の幸せ彼氏に濡れたオマ○コを触らせ生ハメを誘う美人仲居」 VOL.1（6月6日、DANDY）
- スーパーで働く美女たちが万引きで捕まった少年をバックヤードで拘束!性欲の堪った美女たちがウブ少年に性的制裁!よってたかって少年チ●ポを弄んで犯しまくる!（6月7日、アパッチ）
- 小悪魔な嫁友（6月13日、タカラ映像）
- 職場で毎日ねちっこく執拗なセクハラを受け続けたら、だんだん断り切れず身体を許してしまう女たち…（6月19日、お夜食カンパニー）
- 究極の妄想お仕事シリーズ 淫語依存症改善センズリ支援センター（6月20日、ROCKET）
- 働く新卒社会人と性交。 VOL.013（6月28日、BAZOOKA）
- コスプレ×聖水の神コラボ! 激ピスでイキまくりエンドレスお漏らし うれションコスプレイヤーれいか（7月4日、MILK）
- オイルエステ体験 仲良し母娘同時エビ反りイキ地獄! 〜無料のオイルエステ体験にやってきた仲良し母娘は、まさかの徹底クリトリス責めに困惑激発情!パーテーション1枚だけを隔てた母娘はお互いにバレないように声を殺して同時エビ反り絶頂!〜（7月7日、アパッチ）
- 課外授業 ヤリマンレズビアン!! インテリ女教師と淫乱女子○生のもっとやらしいレズセックスしましょ…（7月13日、U&K）
- 素人妻ナンパ 全員生中出し 5時間 セレブDX 65（7月15日、ロータス）
- 痴漢師にパンストの中で手マンされ濡れシミができるほどイキ潮を吹きまくる美脚女 2（7月25日、ナチュラルハイ）
- ご近所若妻の接吻レズビアン・夫に内緒の禁断の快楽（7月25日、ヒビノ）
- TSF ふたなり教師びんびん夏物語（7月25日、ROCKET）
- 妻を下着モデルにさせました 私以外の男に触れられた妻は簡単に…（7月25日、ながえSTYLE）
- 一千一夜物語〜弐〜 義父相姦絵巻 5話4時間スペシャル（7月26日、キネマ座）
- 気弱な新人ピタパンOLに連日のセクハラ地獄 「すいません。」といつも謝ってばかりの気弱な新人OLのパンティラインがくっきり透けてるのを見て、セクハラしたくなった俺はパンツにピッタリと張り付いたプリップリのお尻を毎日毎日ネチネチ触りまくり、時には揉みしだき、どうせ断りきれないのを知ってるのでそのままズボンを脱がしてぶっ挿し何度も中に出しました。（8月7日、アパッチ）
- 「『射精してくれると嬉しくなっちゃうんです』清拭中に亀頭ばかり拭く看護師のチ○ポ扱いがエロすぎて何度も射精させられた」 VOL.1（8月8日、DANDY）
- 人妻デリヘルを呼んだらやってきたのは昔の美人担任教師だった!! 学生時代札つきの不良(ワル)で何かと目をつけられていたせいで通知表がオール1だった俺(現在無職のパチンカス)は弱みにつけ込みリベンジセックスすることにした!! 5（8月19日、ヴィーナス）
- 挿入に気づかない レズビアンカップル（8月22日、SODクリエイト）
- ドキュメンTV×PRESTIGE PREMIUM 家まで送ってイイですか? 33（8月23日、プレステージ）※「ナナミ」名義
- 激レア素人ちゃんを連れてきた。 vol.05 韓国ハーフのオルチャン現役美乳モデル・えいみさん(20歳)&元お天気キャスターの美人ママ・れいかさん(29歳)（8月25日、激レア素人ちゃん）
- 恥部アップ図鑑（9月1日、サルトル映像出版）
- デカ尻専門エステ 回春オイルコース（9月6日、h.m.p）
- ナチュラルハイ20周年記念作品 完全撮り下ろし［レズ痴漢］2本立てスペシャル 媚薬レズ痴漢 寸止めレズ痴漢 +シリーズ総勢18人総集編付き2枚組480分 超豪華版（9月12日、ナチュラルハイ）
- SWITCH8周年記念作品 黒パンストが好きならこれでどう?! 黒パンスト女子社員が僕のチ○ポを争奪戦! 右を見ても左を見ても黒・黒・黒の黒パンスト祭り!1人のマ○コだけじゃ許されず複数マ○コにブチ込みます!（9月12日、SWITCH）
- 超振動アクメバイク ACT.2 1分間に3万8000回転!! イクイク悶絶フィットネスでデカ尻人妻たちがイキ我慢できたら賞金ゲット!! 「もうムリですぅ…おしっこ漏れちゃうよぉ」 アクメ失禁した瞬間に襲撃! 即ズボ!バック中出し!!（9月13日、はじめ企画）※「れい」名義
- 自画撮り 感じ過ぎてマン筋くっきり 見せつけ誘惑イキ過ぎ 絶頂オナニー（9月15日、プリモ）
- 逆襲ぶっかけ輪姦 土下座バックで廻され顔面精子まみれで謝罪する女上司（10月10日、ナチュラルハイ）
- DANDYxひよこ 「『おばさんを興奮させてどうするの?』キャンプ場でヤりまくりSPECIAL 青年チ○ポを押しつけられたおばさん妻は嫌がりながらも本当はママ友に自慢したい!!」 子連れママで子供にも自慢したいVer.（10月10日、DANDY）
- 私は抱かれたくない男に縛られたあげく死ぬほどイカされてしまいました…（10月13日、Fitch）
- 義父の狂気! 「俺をイカせたら許してやる!」 従うしか選択肢がない気弱な義理の娘たち（10月19日、アパッチ）
- SUPERパックリまんこアップ4時間SP vol13（11月1日、サルトル映像出版）
- 利尿剤でパンスト女教師に尿意我慢させ強制失禁!からの黒スト着衣SEX（12月20日、ゲッツ!!）

- 素人男女モニタリング実験でゲッツ!! 同じ職場の♀マジメ先輩OL×巨根部下♂がスマホの顔交換アプリで距離を縮めるつもりがカラダが入れ替わってしまった…。しかも、元に戻る方法がお互いのカラダのシンクロ率を上げるという条件になってしまったらどうなる?（1月10日、ゲッツ!!）
- 素人男女モニタリング実験でゲッツ!! 普段は厳しい女上司×気弱な巨根男部下絆を深めるためにヌードデッサンさせたらどうなる?頼りない後輩♂の想像以上のデカチンに釘付けになってしまった女上司は理性を保てず禁断の中出しSEXをしてしまうのか!?（1月10日、ゲッツ!!）
- チ○ポにまたがるイキ狂いピストン杭打ちディルドオナニー（1月15日、プリモ）
- 社内の痴●対策で護身術道場に集まったOLはスキだらけで断れない性格ばかりw 稽古中に同僚から黒スト痴漢で何度もイカされ…（1月17日、ゲッツ!!）
- 素人ヘアヌード大図鑑 〜清楚人妻編（1月31日、S級素人）
- たけのこ剥ぎ目的のチャイエス嬢でも、嫌な気にさせずに断り、逆に情を絡めて頼みこむと追加料金なしでダンスできる説（2月14日、ゲッツ!!）
- 工場で働く同僚の人妻工員にクレームをつけ土下座させた際にできたピタパン尻に我慢できずに無理やりアナル丸見え揉みしだき痴漢!（2月14日、ゲッツ!!）
- 寝取られオムニバス劇場 尻の穴まで舐め尽くされた妻（2月25日、ながえスタイル）
- 現役女子スポーツ選手が通う アスリート専門の整体マッサージ治療（3月6日、h.m.p）
- 洗脳ドリル オフィス編（3月26日、SODクリエイト）
- NEWガチンコ全裸レズバトル 4 最もエロくて強いレズは誰だ!? 相手の愛撫から逃げるな!!（3月26日、ROCKET）
- 完全固定M男と、いやらしい乳首責めと、スパイダー騎乗位と…。（4月3日、h.m.p）
- 女教師in... (脅迫スイートルーム)（5月2日、ドリームチケット）
- 自画撮り 溢れ出るイキ潮オナニー（5月15日、プリモ）
- 専属 RE DEBUT（6月5日、h.m.p）
- メス汁 我慢できないお漏らし性交（7月3日、h.m.p）
- 隣の人妻がある日突然 僕専用のメイド嫁に（8月7日、h.m.p）
- 誘惑クリニックにようこそ♡（9月4日、h.m.p）
- ご指名ありがとうございます。 新人ソープ嬢 橋本れいかです。（10月2日、h.m.p）
- 彼女の親友に寝取られて 痙攣ハメ潮名器マ○コの虜になった僕…。（11月6日、h.m.p）
- 高級スナックママ 今晩いかが? 大人の関係がお好きでしょ?（12月4日、h.m.p）

- 裏窓の人妻 覗かれた不倫情事（1月8日、h.m.p）
- 集団狂姦 ぶっかけ顔射中出し30発（2月5日、h.m.p）
- すれ違いの友人 復讐輪姦（3月5日、h.m.p）
- 未亡人と縄 不倫の果ての近親相姦（4月2日、h.m.p）
- 橋本れいか VS 3本のチ○ポ（5月7日、h.m.p）
- まるまる! 橋本れいか（5月25日、Nadeshiko）※単体ベスト
- 寝取りの代償（6月4日、h.m.p）
- ママさんテニス部 練習後は奥さんの自宅で中出しレッスン 4人（8月19日、アクアモール）※オムニバス作品、他3名出演
- 橋本れいか初ベスト 全16タイトル収録8時間スペシャル（10月1日、h.m.p）※単体ベスト

### VR
2018年
- リアル結婚性活体験! 朝から晩までHりまくり!!射精しまくり!!どぴゅどぴゅ生中出しSEX!!（8月7日、KMPVR）
- ドクター不在をいいことに患者を誘惑診断する淫乱ナース（9月21日、CASANOVA）
- 人妻NTR 〜最低な上司の奥さんに悦楽の連続中出し〜（10月8日、KMPVR-bibi-）
- 『あなたの子どもが欲しい!』 かわいい若奥様があなたを興奮させるためにおま○こに絆創膏プレイ!? ギリギリまで性器を直接刺激しない焦らしプレイで夫婦が高まりまくって種付け連続中出しセックス!! 若奥様3名!（10月19日、DOC）
- 誘惑、女教師。（11月30日、ドリームチケット）
- 橋本れいかのSEX生中継!? 覗き部屋のカメラの前で不倫人妻が生中出し!（12月14日、MAX-A）

2019年
- 至近距離で観るフェラチオ（3月1日、CASANOVA）
- 乱入!ハプニング個室ビデオ（3月29日、CASANOVA）
- 美女に小便ぶっかけVR 顔面直撃! 変態妄想5シチュエーション（8月9日、ナチュラルハイVR）
- 入院中の性処理を母親には頼めないから お見舞いに来た叔母にお願いしたら優しい騎乗位でこっそりぬいてくれた 中出しスペシャル VR（11月22日、ナチュラルハイ）

2020年
- 夫公認 私の妻を満足させてくださいVR（2月29日、ながえSTYLE）
- オフィスの近所の個室居酒屋で職場の上司に誘惑されて… そのままコソコソ♡密着接吻性交（7月31日、ワープエンタテインメント）

2021年
- ねだり求め続ける女（4月30日、爆脳VR）※オムニバス作品、他1名出演

### イメージDVD
- Reika 人妻は万華鏡のように…（2018年6月21日、REbecca）
- 咲き乱れて（2019年6月23日、CRANE）

## 出演

### テレビ
- Midnight女子会Z #6,#8（2017年9月28日,10月26日、BSスカパー!）
- ビ〜チ9（2018年8月、テレビ埼玉） - マンスリーゲスト
- ダラケ ♯38,#39「スカパー!アダルト放送大賞2020ノミネート女優大集合!人気セクシー女優ダラケのA-1グランプリ2020!!」 前編/後編（2020年1月13日,1月27日、BSスカパー!）

### ウェブテレビ
- DTテレビ　#78（2019年6月14日、AbemaTV） - SOD女子社員として出演[10]

## 書籍

### 雑誌
- 週刊ポスト 2017年8月4日号（小学館） - 袋とじ「富士出版が撮影した謎の人妻、29歳。」
- 週刊実話 2017年9月7日号（日本ジャーナル出版） - 袋とじ「29歳 人妻 現役保育士が脱いだ!!」
- FLASH 2017年9月26日号（光文社） - グラビア「全員本誌初登場! 美熟女ヘアヌード新四天王」
- 週刊プレイボーイ 2017年9月18日号（集英社） - インタビュー「2017新人AV女優キャッチフレーズ選手権」
- 週刊実話 2017年11月3日号（日本ジャーナル出版） - グラビア「愛されたいの」
- 週刊アサヒ芸能 2017年11月30日号（徳間書店） - グラビア「29歳の現役人妻「契約愛人」」
- 週刊実話 2018年6月21日号（日本ジャーナル出版） - グラビア「晴れのちヌード」
- 週刊アサヒ芸能 2018年7月5日号（徳間書店） - グラビア「現役人妻の濃密ヘア」
- 月刊FANZA 2019年3月号（ジーオーティー） - インタビュー
- 月刊FANZA 2019年4月号（ジーオーティー） - インタビュー
- 週刊実話 2020年6月25日号（日本ジャーナル出版） - グラビア「麗しの全裸美女」